# Giovanni Bovio
Giovanni Bovio (Trani, 6 febbraio 1837 – Napoli, 15 aprile 1903) è stato un filosofo e politico italiano, sistematizzatore dell'ideologia repubblicana e deputato al Parlamento del Regno d'Italia.

## L'opera

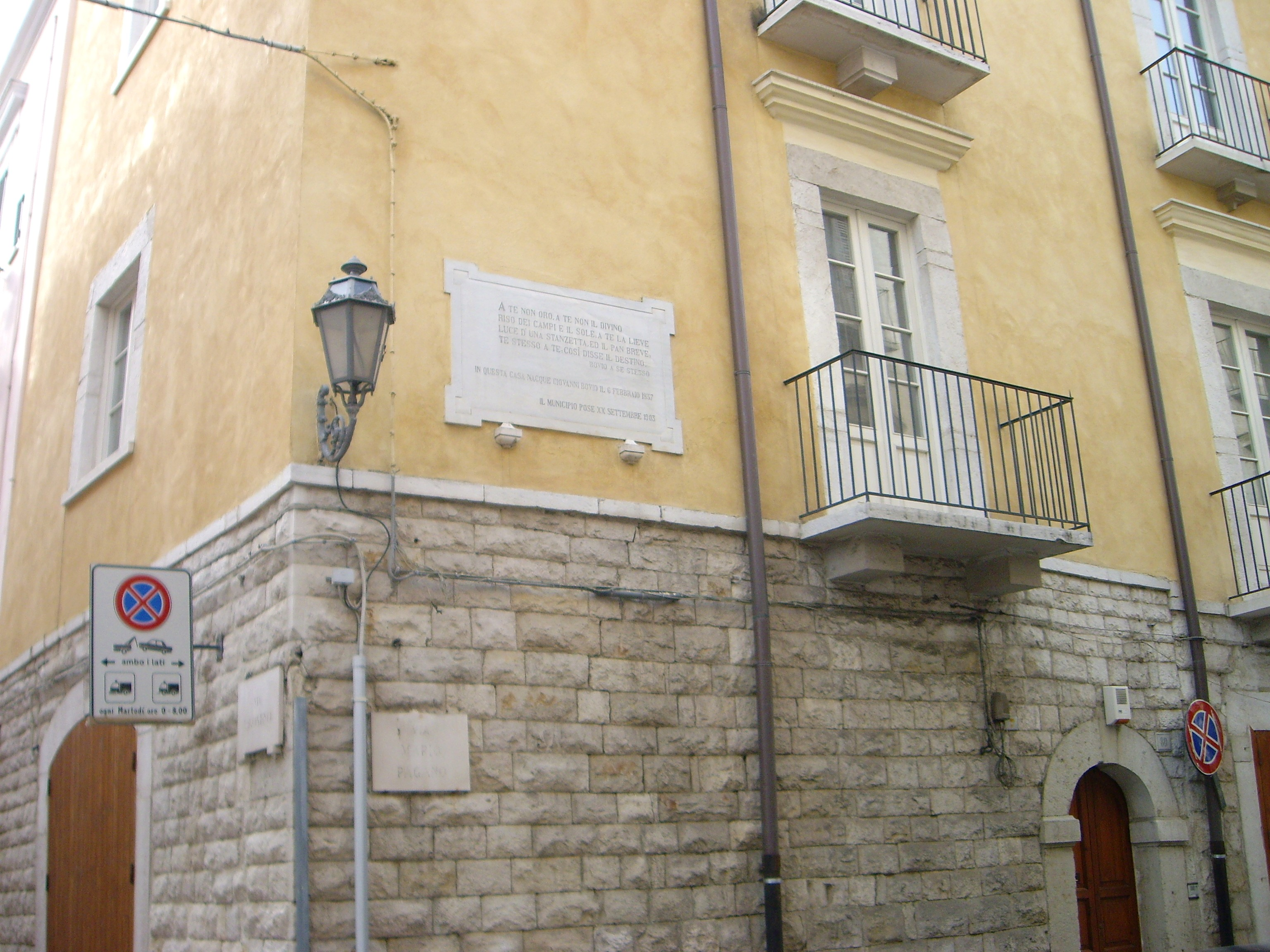
La casa natale di Giovanni Bovio a Trani

Giovanni Scipione Bovio nasce a Trani da Nicola Bovio di Altamura [fonte?], impiegato, e Chiara Pasquini. Era inoltre nipote di Francesco Maria Bovio. 
Autodidatta, pubblica nel 1864 Il Verbo Novello, un poema filosofico scritto con intonazione enfatica. Fra i suoi scritti si ricordano la Filosofia del diritto, il Sommario della storia del diritto in Italia, il Genio, gli Scritti filosofici e politici, la Dottrina dei partiti in Europa, i Discorsi. Sotto il Ministero Minghetti, nel 1872, ottenne il pareggiamento della cattedra di Storia del Diritto all'Università di Napoli e, nel 1875 conseguì la libera docenza in Filosofia del diritto.
Bovio fu anche deputato alla Camera: nel 1876, con il subentrare della Sinistra costituzionale alla Destra, fu eletto nel collegio di Minervino Murge. Il suo atteggiamento, diversamente da quello dei suoi compagni che condividevano l'idea repubblicana, non fu incline all'astensionismo.
Nel 1880 Bovio sposò a Napoli Bianca Nicosia, dalla quale ebbe due figli: Corso Bovio, così chiamato in onore degli italiani di Corsica sottomessi al dominio francese, e Libero Bovio (1883-1942), poeta ed autore dei testi di molte celebri canzoni napoletane. Libero Bovio, a sua volta, fu il nonno dell'avvocato, giornalista e docente Libero Corso Bovio (1948-2007).

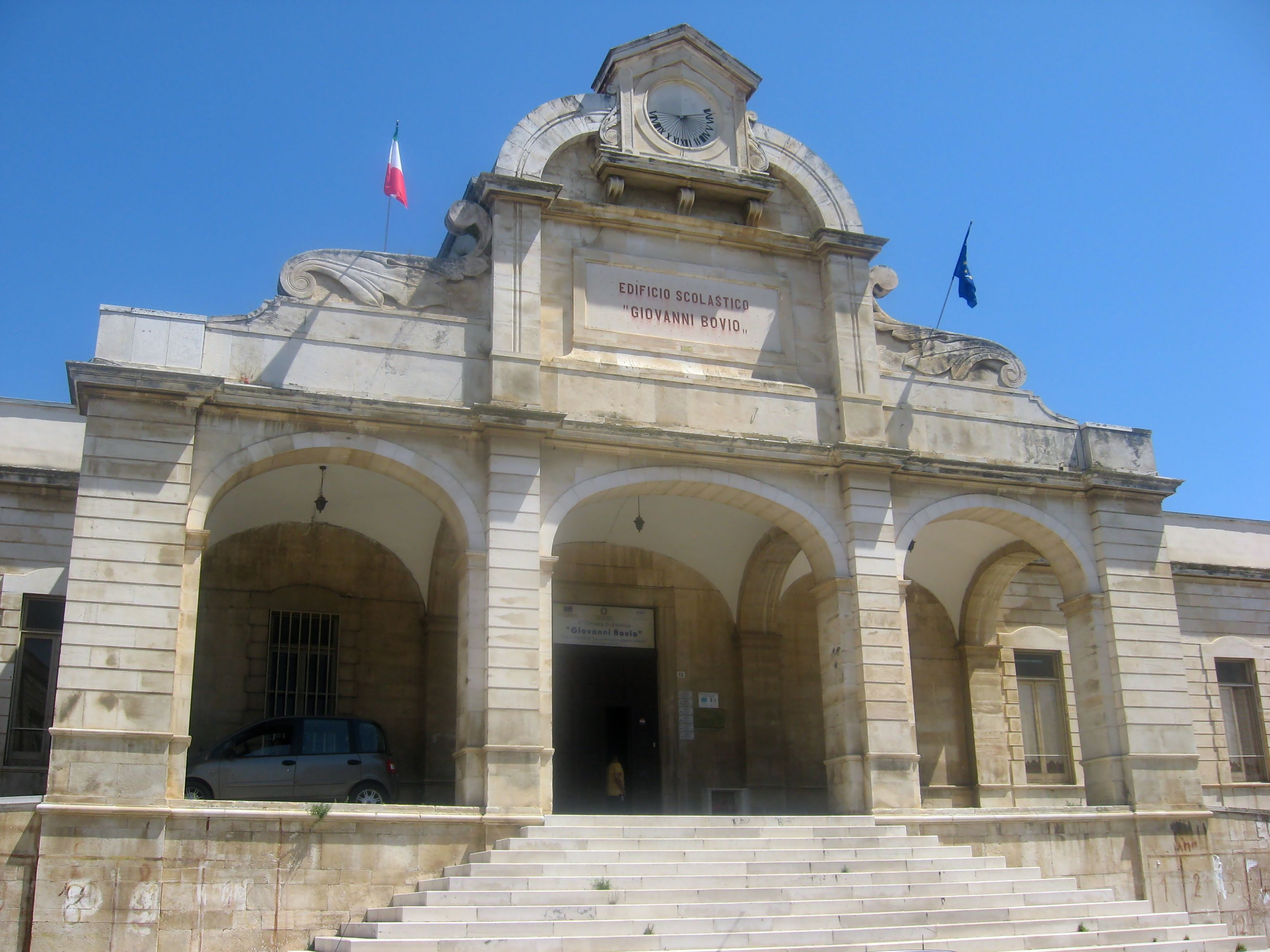
Scuola elementare a Ruvo di Puglia, intitolata a Giovanni Bovio

Napoli fu la sua città di adozione, dove morì il 15 aprile 1903. La città gli ha dedicato una piazza, che i napoletani continuano però a chiamare con l'antico nome di Piazza Borsa. Le città di Firenze e di Pisa gli hanno dedicato una strada. La città di Piombino gli ha intitolato la piazza sul mare più grande d'Europa, Piazza Bovio. La città di Teramo gli ha intitolato un importante viale. La città di Pescara gli ha intitolato uno tra i propri viali principali. La città di Omegna gli ha intitolato una piazza. La città di Cattolica (in provincia di Rimini) gli ha dedicato il suo viale principale. La città di Terni gli ha intitolato un intero quartiere che comprende tutta la zona est, chiamato, appunto, Borgo Bovio. La città di Catania gli ha dedicato una piazza. 
La città di Lucera gli ha intitolato una via Giovanni Bovio in pieno centro storico. Inoltre, l'ingegner Egidio Boccuzzi costruì una nota scuola a Ruvo di Puglia, comune vicino la città natale di Bovio, intitolandola a quest'ultimo, del quale, l'ingegnere ebbe il riconoscimento di Cavaliere del Lavoro.
Giovanni Bovio che meditando con animo libero
l'Infinito e consacrando le ragioni dei popoli
in pagine adamantine ravvivò d'alta luce
il pensiero italico
e precorse veggente
la nuova età.»
(Epigrafe di Mario Rapisardi)

## Il pensiero

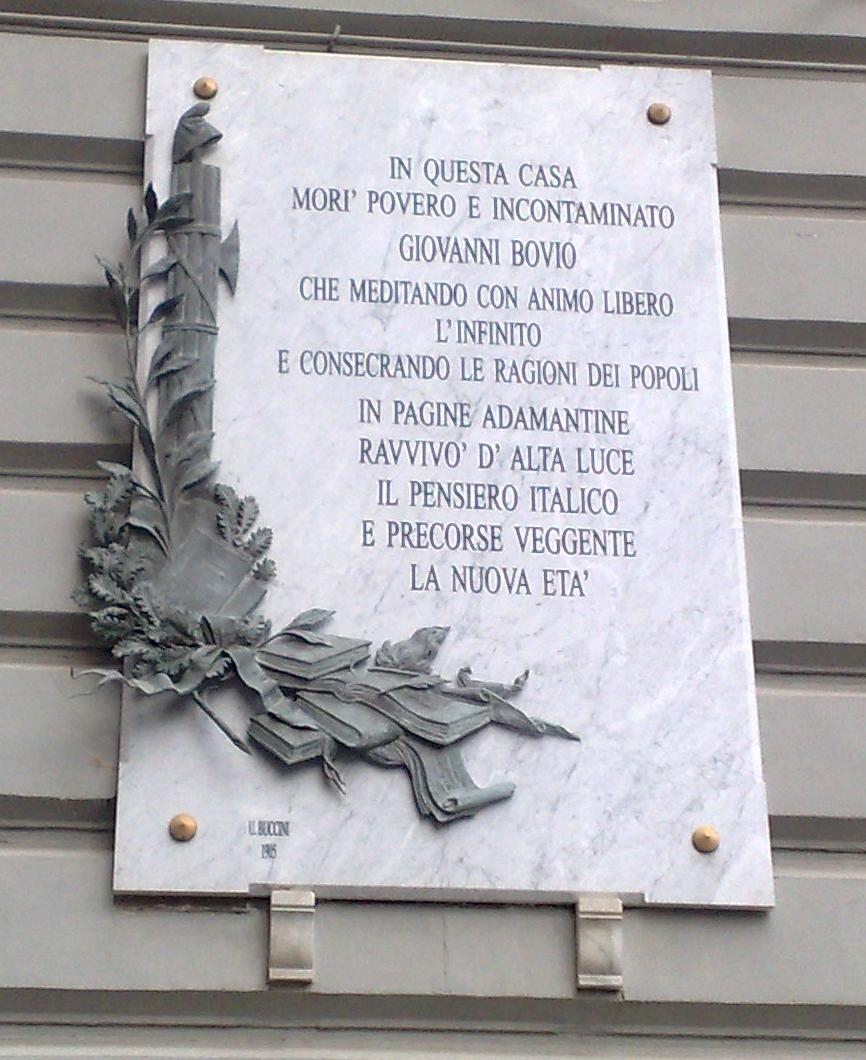
Targa in memoria di Bovio nella piazza di Napoli a lui dedicata

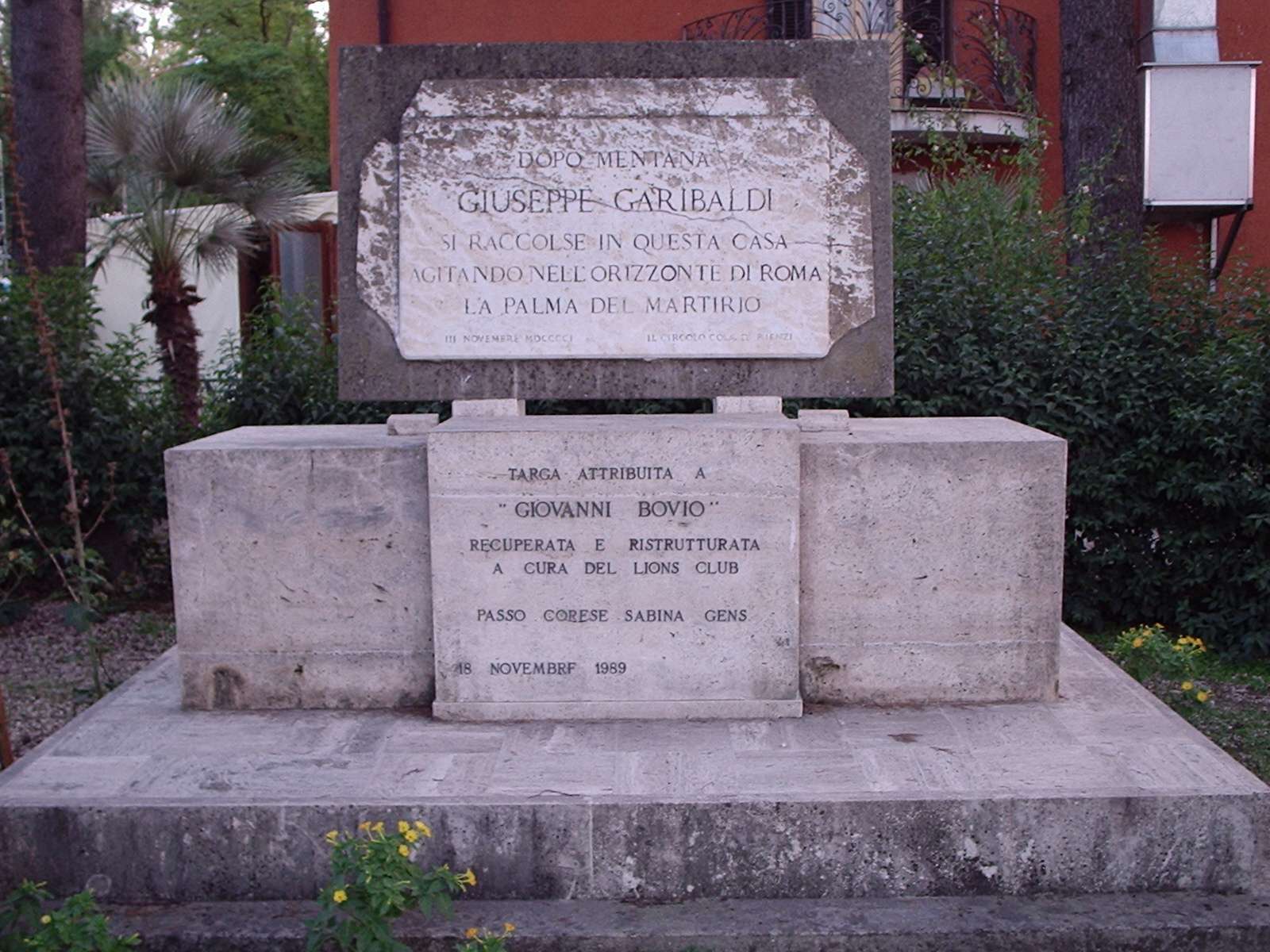
Passo Corese: targa, con testo attribuito a Giovanni Bovio, dedicata a Garibaldi

Giovanni Bovio era sostanzialmente contrario alla monarchia. Come ideologo repubblicano, ebbe il motto "definirsi o sparire": palesò insomma ai repubblicani l'esigenza urgente di un'impostazione non confusa e non settaria, di una chiara direzione che spinse poi i repubblicani a definirsi in partito di moderno tenore.
Bovio stabilì per il Partito repubblicano nessi e prospettive nazionali ed europei.
Egli considera la monarchia come l'attuale realtà italiana. Ne segue che la repubblica è utopia, e Bovio si dichiara utopista. Nel suo pensiero, la monarchia cadrà proprio quando dovrà risolvere il problema della libertà. Serve comunque un lungo periodo perché la situazione monarchica si deteriori. Colma evidentemente di determinismo, la sua filosofia si definiva come naturalismo matematico.
Differentemente dalla teoria socialista, Bovio riteneva che il nuovo Stato a venire avrebbe avuto una "forma storica", non potendo dimensionarsi unicamente sulla base di azioni economiche. Bovio introduceva dunque una concezione formale dello Stato, che si sforzò di divulgare anche presso i ceti operai.
Fu molto considerato anche a Matera, dove non si dimenticava peraltro che nella locale "scuola detta regia, fondata nel 1769 da Bernardo Tanucci, libero pensatore dei tempi suoi, quando era libertà contrastare alle pretensioni papali, fu insegnante di letteratura e di diritto Francesco Bovio, il quale intese queste dottrine nella libertà e per la libertà. Quell'insegnamento fu seme fecondo, e dalla sua scuola venne fuori la nobile schiera dei martiri del 1799, i cui militi rispondono ai nomi di Giovanni Firrao, Giambattista Torricelli, Fabio Mazzei, Liborio Cufaro, Antonio Lena-Santoro, Gennaro Passarelli, Marco Malvinni-Malvezzi". Nel 1904, a circa un anno dalla sua morte, nella "giornata più adatta" come "il fatidico XX Settembre", gli intellettuali laici materani con la loro associazione "G.B. Torricelli" tennero una solenne commemorazione "per pagare un tributo di affetto e di riverenza al Grande, che ci fu Maestro e ci amò di quell'amore di cui sono capaci soltanto gli educatori come Lui", disse un oratore. E un secondo aggiunse che "la titanica figura di quell'illustre profeticamente ci addita il sole dell'avvenire", per cui il tributo di affetto al suo carattere fiero ed onesto è tanto più doveroso "in questi tempi borgiani". 
Un terzo oratore, rivolgendosi al sindaco Raffaele Sarra, e nel consegnargli la lapide, lo invitò ad additare "quel nome a questi onesti operai per indirizzarli sulla via della dea ragione, scuotendo così il giogo dell'oscurantismo e della superstizione, che li avvince e li abbrutisce". Promessa che il sindaco Raffaele Sarra non esitò a fare, ritenendo quel marmo "un severo monito all'indirizzo di tutti coloro i quali nulla fecero e tuttora nulla fanno per strappare la nostra plebe dalla miseria, dalla ignoranza, dalla superstizione, dall'abbrutimento secolare". Per la precisione, la lapide commemorativa, scoperta quel giorno sulla facciata del palazzo di giustizia, sarà tolta negli anni '30 per iniziativa della sezione fascista (e gli incauti scalpellatori si feriranno nell'operazione).
Bovio ebbe comunque anche l'esigenza di definirsi rispetto agli anarchici. La forma repubblicana, scrisse, è a metà strada fra la monarchia e l'anarchia, vale a dire fra l'ipertrofia dello Stato e la sua totale anarchica abolizione. Non a caso, quando l'anarchico Gaetano Bresci compì l'attentato contro Umberto I, Bovio invitò tutti gli anarchici a desistere dalla violenza. In sostanza, un'esagerazione utopistica tradotta in atti sanguinari (l'opera degli anarchici) avrebbe prodotto un rafforzamento reattivo dell'autorità costituita, allontanando proprio il momento dell'avvento della repubblica. Troviamo in lui un tentativo di superare l'idealismo della metafisica idealistica e insieme con essa l'approccio empirico del positivismo. Fondamentalmente Bovio introdusse in Italia l'eco delle nuove correnti speculative nella filosofia del diritto.
(Epigrafe di Mario Rapisardi)

## Bovio e la massoneria
Bovio fu un membro eminente della massoneria(raggiunse il 33º ed ultimo grado del Rito scozzese antico ed accettato), così come lo erano i suoi familiari (suo padre Nicola, suo zio Scipione e suo nonno Francesco Bovio). Iniziato nella Loggia Caprera di Trani nel 1863, il 17 giugno del 1865 Giovanni Bovio ne divenne oratore. Il 30 maggio 1878, su invito della massoneria milanese, tenne a Milano la commemorazione del centenario della morte di Voltaire.
Nel maggio 1882 fu nominato membro del Grande Oriente d'Italia, di cui presiedette la Costituente del 1887. Il 17 febbraio 1889 fu eletto grande oratore, e restò in carica fino alla Costituente del 1894. La domenica 9 giugno 1889, in Campo dei Fiori a Roma, fu l'oratore ufficiale per l'inaugurazione del monumento a Giordano Bruno, voluto dalla massoneria romana ed eseguito da Ettore Ferrari, che sarà gran maestro del Grande Oriente d'Italia.

Gran Maestro della Loggia Napoletana, nel 1896 fu candidato all'elezione di Gran Maestro nazionale.

L'8 giugno 1896, in un'interpellanza rivolta al presidente del consiglio e ministro dell'interno marchese di Rudinì a proposito dei provvedimenti che aveva annunciato contro la massoneria, Bovio disse : 

Bovio così indicò lo scopo della Massoneria : 

## Il centenario della Rivoluzione altamurana

Celebrazioni per il primo centenario (1899) della Rivoluzione altamurana (con Giovanni Bovio)

Giovanni Bovio partecipò alle celebrazioni del centenario della Rivoluzione altamurana (nell'anno 1899), durante il quale fu eretto un monumento sulla piazza centrale di Altamura, che ancora oggi è presente e che fu realizzato da Arnaldo Zocchi. Il padre di Giovanni Bovio, Nicola Bovio, era di Altamura, così come lo era suo nonno Francesco Bovio, il quale insegnò diritto presso l'Università degli Studi di Altamura.
Nel suo discorso, Giovanni Bovio esaltò lo spirito degli altamurani e affermò che il concetto di libertà era stato sempre vivo nei loro cuori. Anche grazie al fervore di idee dell'antica Università di Altamura, dotti, nobili e plebei altamurani si erano uniti tutti sotto l'idea di libertà ed erano pronti a sacrificare le loro ricchezze, i loro titoli e persino la loro vita per la libertà.

## Antenati e discendenti di Giovanni Bovio
- Francesco Maria Bovio (anni 1750 - 1830) - nonno di Giovanni Bovio - professore di diritto e lettere presso le Regie Scuole di Matera e l'antica Università degli Studi di Altamura. Fu anche "giudice interino di pace" e massone iscritto alla loggia "Oriente di Altamura". Difese inoltre la Repubblica Napoletana, prendendo parte, nel maggio 1799, alla Rivoluzione altamurana
- Nicola Bovio - padre di Giovanni Bovio - carbonaro (iscritto alla vendita "il Pellicano" di Trani)
- Scipione Bovio - zio di Giovanni Bovio - carbonaro (iscritto alla vendita "il Pellicano" di Trani)
- Corso Bovio - figlio di Giovanni Bovio- avvocato del foro di Napoli e successivamente docente di Diritto Penale all'Università di Milano
- Libero Bovio (1883 - 1942) - figlio di Giovanni Bovio - poeta e musicista
- Giovanni Bovio (1920-1978) - nipote di Giovanni Bovio - avvocato del foro di Milano[10]
- Libero Corso Bovio (1948-2007) - pronipote di Giovanni Bovio - avvocato, giornalista e docente